# Mariánské Radčice
Mariánské Radčice é uma comuna checa localizada na região de Ústí nad Labem, distrito de Most.